# حيز فوق الجافية
حيز فوق الجافية (بالإنجليزية: epidural space)‏ هو الحيز التشريحي في العمود الفقري الذي يقع في الجزء الخارجي من القناة النخاعية فوق الأم الجافية. يحتوي هذا الحيز في الإنسان على أوعية ليمفية وجذور الأعصاب النخاعية ونسيج ضام رخو ونسيج دهني وشرايين صغيرة وشبكة من الضفائر الوريدية الفقرية الغائرة.